# Елеонора Ло Б'янко
Елеонора Ло Б'янко (італ. Eleonora Lo Bianco; нар. 22 грудня 1979, Боргоманеро, провінція Новара, область П'ємонт, Італія) — італійська волейболістка, зв'язуючий. Чемпіонка світу, Європи, переможниця Кубка світу і учасниця Олімпійських ігор.

## Із біографії
Кар'єру професійної волейболістки розпочала в команді Серії С «Оменья». У сезоні 1998—1999 грала в базовій команді молодіжної збірної країни — «Клуб Італія» і того ж року отримала запрошення від клубу з Серії А. У найсильнішому дивізіоні дебютувала за команду з міста Бусто-Арсіціо. Наступні два сезони захищала кольори «Олімпії Теодори» з Равенни, найтитулованішого колектива в італійському жіночому волейболі. Потім грала за «Монтеск'яво» (Єзі). Найбільших успіхів на клубному рівні досягла в «Фоппапедретті», у складі по два рази перемагала в національних чемпіонаті і кубку і тричі — в Лізі європейських чемпіонів. 
Потім був чотирирічний турецький етап її кар'єри: з «Галатасараєм» грала у фіналі Кубка Європейської конфедерації волейболу, а з «Фенербахче» здобула золото в першості і кубку Туреччини. 2016 року повернулася до Бергамо і втретє стала володаркою Кубка Італії. 2018 року завершила ігрову кар'єру в клубі «Помі» (Казальмаджоре).
1996 року 16-річна Ло Б'янко стала чемпіонкою Європи у складі молодіжної команди Італії. 21 червня 1998 року дебютувала вже в національній збірній, зіграла проти Бразилії на традиційному міжнародному турнірі у швейцарському місті Монтре. З того дня розпочалася 18-річна кар'єра спортсменки у національній команді Італії. З 1998 по 2016 рік Елеонора Ло Бьянко дирижувала грою своєї збірної на п'яти Олімпіадах (2000, 2004, 2008, 2012, 2016), п'яти чемпіонатах світу (1998, 2002, 2006, 2010, 2014), чотирьох розиграшах Кубка світу (1999, 2003, 2007, 2011), восьми чемпіонатах Європи (1999, 2001, 2003, 2005, 2007, 2009, 2011, 2015) і ще в цілому ряді інших найбільших міжнародних змагань. 
Разом зі «скуадрою адзуррою» вона вигравала золоті нагороди чемпіонату світу, Всесвітнього кубка чемпіонів і по два рази Кубка світу та першості Європи. 5 разів її визнавалася найкращою звязуючої найбільших турнірів світового волейболу. З 2007 по 2012 була капітаном команди. Завершила виступи у після Олімпіади-2016. Рекордсменка національної збірної за кількістю проведенних матчів — 536.

## Клуби
| Роки      | Команди                     |
| --------- | --------------------------- |
| 1994—1998 | «Оменья»                    |
| 1998—1999 | «Клуб Італія» (Рим)         |
| 1999—2000 | «Брумс» (Бусто-Арсіціо)     |
| 2000—2002 | «Олімпія Теодора» (Равенна) |
| 2002—2005 | «Монтеск'яво» (Єзі)         |
| 2005—2011 | «Фоппапедретті» (Бергамо)   |
| 2011—2014 | «Галатасарай» (Стамбул)     |
| 2014—2015 | «Фенербахче» (Стамбул)      |
| 2015—2017 | «Фоппапедретті» (Бергамо)   |
| 2017—2018 | «Помі» (Казальмаджоре)      |

## Досягнення

### У збірній
- Чемпіонка світу 2002.

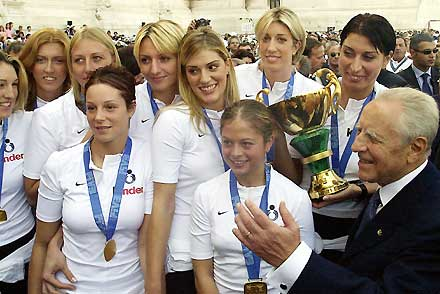
Італійські волейболістки — чемпіонки світу 2002 року — на прийомі у президента Італії. На передньому плані ліворуч — Елеонора Ло Б'янко. Поряд з нею Франческа Піччініні.

- Дворазова володарка Кубка світу — 2007, 2011.
- Переможниця Всесвітнього кубка чемпіонів 2009.
- Дворазова срібна (2004, 2005) і 4-разова бронзова (2006, 2007, 2008, 2010) призерка Світового Гран-прі.
- Дворазова чемпіонка Європи — 2007, 2009. Срібна (2001, 2005) та бронзова (1999) призерка чемпіонатів Європи.
- Дворазова чемпіонка Середземноморських ігор — 2001, 2009.
- Чемпіонка Європи серед молодіжних команд 1996 року.

### З клубами
- Триразова переможниця Ліги європейських чемпіонів — 2007, 2009, 2010. Бронзова призерка 2006.
- Срібна призерка  Кубка ЄКВ — 2002, 2004, 2012. Бронзова призерка 2005.
- Дворазова чемпіонка Італії — 2006, 2011. Бронзова призерка (6): 2001, 2003, 2004, 2008, 2009, 2010.
- Триразова володарка Кубка Італії — 2006, 2008, 2016. Фіналістка (3): 2003, 2010, 2011.
- Чемпіонка Туреччини 2015. Бронзова призерка 2013.
- Володарка Кубка Туреччини 2015 року. Срібна (2012) і бронзова (2013) призерка Кубка Туреччини.

### Індивідуальні
- Найкраща зв'язуюча чемпіонатів Європи 2005 і 2009 років.
- Найкраща зв'язуюча Світового гран-прі 2006 року.
- Найкраща зв'язуюча «фіналу чотирьох» Ліги європейських чемпіонів 2007 і 2010 років.
- Найкраща зв'язуюча Кубка Італії 2010.

## Нагороди
- Кавалер ордена «За заслуги перед Італійською Республікою» (8 листопада 2002)[1] .
- Нагороджена золотим ланцюгом «За спортивні заслуги» (11 листопада 2004 року).

## Статистика
Статистика на літніх Олімпійських іграх:
| Рік  | Турнір           | Ігри | Сети | Очки | Ср.  | Місце | Примітки |
| ---- | ---------------- | ---- | ---- | ---- | ---- | ----- | -------- |
| 2000 | Олімпійські ігри |      |      |      |      | 9     |          |
| 2004 | Олімпійські ігри | 6    | 21   | 9    | 0,46 | 5     |          |
| 2008 | Олімпійські ігри | 5    | 18   | 6    | 0,33 | 5     |          |
| 2012 | Олімпійські ігри | 4    | 16   | 4    | 0,25 | 6     |          |
| 2016 | Олімпійські ігри | 4    | 10   | 3    | 0,3  | 9     |          |